# Wypad na Blizne i Jelonki
Wypad na Blizne i Jelonki – starcie zbrojne podczas obrony Warszawy w trakcie kampanii wrześniowej 1939 roku.
Na wieść o rozpoczęciu polskiego przeciwuderzenia nad Bzurą wielu wyższych oficerów Armii „Warszawa” i Dowództwa Obrony Warszawy domagało się podjęcia akcji ofensywnej na zachodnim przedpolu stolicy. Dowódca Armii „Warszawa” gen. Juliusz Rómmel był temu jednak zdecydowanie przeciwny. Po wielu dniach zwłoki wyraził zgodę jedynie na zorganizowanie lokalnego wypadu. Uderzenie na Blizne i Jelonki, przeprowadzone 18–19 września siłami trzech batalionów piechoty pod dowództwem ppłk. Leopolda Okulickiego, przyniosło skromne zdobycze terenowe, okupione dużymi stratami. Nie wpłynęło również na położenie armii „Poznań” i „Pomorze”.

## Geneza
9 września polskie armie „Poznań” i „Pomorze” rozpoczęły zwrot zaczepny nad Bzurą. Jednym z jego efektów było znaczące osłabienie niemieckiego nacisku na Warszawę. W walki nad Bzurą zostały bowiem zaangażowane wszystkie siły niemieckiej 8 Armii oraz część 10 Armii. Na zachodnim przedpolu Warszawy pozostała jedynie 31 Dywizja Piechoty.
Na wieść o toczącej się bitwie, wielu wyższych oficerów Armii „Warszawa” i Dowództwa Obrony Warszawy domagało się podjęcia akcji ofensywnej na zachodnim przedpolu stolicy, której celem byłoby odciążenie wojsk walczących nad Bzurą. Gen. Walerian Czuma był zdania, że należy odbić rejon Błonia i Pruszkowa, wywalczając w ten sposób szeroki „przyczółek mostowy”, który umożliwi nawiązanie stałej łączności między Warszawą a Twierdzą Modlin oraz pozwoli zabezpieczyć magazyny amunicji w Palmirach. Zastępca szefa sztabu DOW, ppłk. Stefan Koeb, który był najżarliwszym zwolennikiem podjęcia akcji ofensywnej, opracował kilka wariantów działania na zachodnim przedpolu stolicy. Najbardziej ambitny przewidywał rzucenie do boju aż osiemnastu batalionów piechoty. Opracowano także nieco skromniejszy wariant, przewidujący wykorzystanie dwunastu batalionów.
Dowódca Armii „Warszawa” gen. Juliusz Rómmel, wspierany przez swego szefa sztabu płk. Aleksandra Pragłowskiego, zajął jednak nieprzejednane stanowisko. Początkowo forsował koncepcję zwrotu zaczepnego na wschód (w kierunku Węgrowa). Później jego uwagę w coraz większym stopniu zaczęło pochłaniać przygotowywanie stolicy do długotrwałego oblężenia. Stąd gdy Niemcy wzmagali nacisk na armie „Poznań” i „Pomorze”, dążąc do ich okrążenia i całkowitego zniszczenia, Armia „Warszawa” ograniczała się do biernej obrony Warszawy i Modlina.
Tymczasem wieczorem 16 września, w obliczu zdecydowanego pogorszenia się położenia własnych wojsk, dowódca Armii „Poznań” gen. Tadeusz Kutrzeba rozkazał przerwać natarcie na Łowicz, a wszystkie siły stopniowo przeprawiać za Bzurę i wycofywać do Puszczy Kampinoskiej. Pod wpływem wiadomości o ciężkich walkach toczących się nad Bzurą, gen. Czuma rozkazał przeprowadzić 17 września silny wypad w kierunku zachodnim. Oś natarcia miała biec wzdłuż południowego skraju Puszczy Kampinoskiej. Na dowódcę wypadu został wyznaczony dowódca odcinka „Warszawa–Zachód” płk Marian Porwit. Do dyspozycji zamierzano oddać mu siedem batalionów piechoty, trzy dywizjony artylerii o zaprzęgu konnym, kompanię saperów i pluton łączności. Planowano również zaangażować pozostające jeszcze na służbie czołgi. Szef sztabu czynnej OPL mjr Antoni Mordasewicz zadeklarował gotowość wsparcia zgrupowania uderzeniowego dwoma plutonami artylerii plot. Stanowiska w zachodnich dzielnicach Warszawy, opuszczone przez jednostki uczestniczące w wypadzie, obsadzić miała przesunięta z prawobrzeżnej Warszawy 44 DP.
Planowane uderzenie nie doszło do skutku. Wieczorem 16 września, już po opracowaniu planu działania i wydaniu rozkazów wykonawczych, gen. Rómmel rozkazał odwołać natarcie. W rozmowie z gen. Czumą planowaną akcję określił mianem „wielkiego nonsensu”.

## Przebieg boju

### Przygotowania

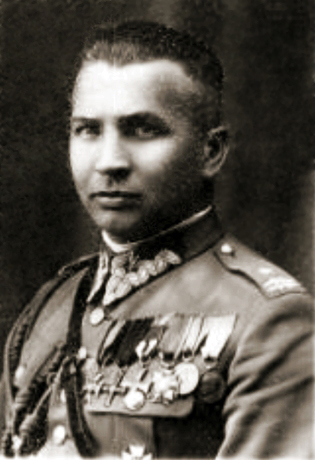
Leopold Okulicki (przed 1939)

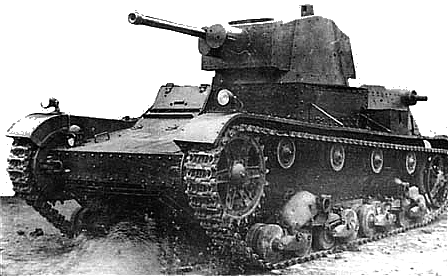
Polski czołg lekki 7TP. Maszyny tego typu zostały wykorzystane podczas wypadu na Blizne i Jelonki

Ostatecznie płk Marian Porwit uzyskał zgodę na zorganizowanie jedynie lokalnego wypadu. Udział wziąć w nim miały: Batalion Stołeczny pod dowództwem mjr. Józefa Spychalskiego, I batalion 360 pp pod dowództwem mjr. Feliksa Mazurkiewicza i IV batalion 360 pp pod dowództwem mjr. Stanisława Piękosia. Wsparcie artyleryjskie zapewniały 47 dac i 1. dywizjon 9 pac. W wypadzie wzięły także udział pozostające jeszcze na służbie czołgi 7TP (dwa plutony). Dowództwo nad tym niewielkim zgrupowaniem otrzymał szef sztabu odcinka „Warszawa-Zachód”, ppłk Leopold Okulicki. Jego zadanie określono w następujący sposób: „Natrzeć po osi Górce – Blizne dla ściągnięcia jak najwięcej sił niemieckich na siebie”. Polskie uderzenie było wymierzone w miejsce, gdzie znajdował się styk pozycji niemieckich 19 i 31 DP.
W momencie rozpoczęcia wypadu sztaby Dowództwa Obrony Warszawy i Armii „Warszawa” nie dysponowały wiarygodnymi informacjami na temat położenia armii „Poznań” i „Pomorze”. W rezultacie nawet kierunek uderzenia zgrupowania ppłk. Okulickiego nie był dostosowany do przewidywanej trasy odwrotu tych związków operacyjnych.
Jako datę rozpoczęcia wypadu wyznaczono 18 września. Tego dnia I/360 pp już około 5:00 znalazł się na punkcie zbornym przy ul. Deotymy. Nawiązywanie łączności z własną artylerią znacznie się jednak przeciągnęło, a w dodatku czołgi i sąsiedni IV/360 pp nadciągnęły z opóźnieniem. W efekcie batalion wyruszył do boju dopiero po kilku godzinach, gdy opadła mgła, która w innym wypadku osłoniłaby polskich żołnierzy.

### Natarcie 360 pp
I/360 pp wyruszył do boju o 10:00, 11:00 lub 12:05, z podstawy wyjściowej przy ul. Elekcyjnej. Jego 1. kompania pod dowództwem ppor. Zygmunta Tietza posuwała się wzdłuż drogi będącej przedłużeniem ul. Jana Olbrachta, nacierając w ogólnym kierunku Jelonki Ogród – Chrzanów Nowy. 2. kompania pod dowództwem ppor. Franciszka Karasia posuwała się natomiast wzdłuż drogi będącej przedłużeniem ul. Górczewskiej, nacierając na wieś Groty. 3. kompania dowodzona przez ppor. Tomasza Kręckiego maszerowała początkowo w drugim rzucie, za lewym skrzydłem 1. kompanii, by po wyminięciu fortu Wola wyjść na lewe skrzydło batalionu, nacierając w ogólnym kierunku na środek wsi Jelonki. Każdej kompanii przydzielono po plutonie ckm-ów, w dyspozycji mjr. Mazurkiewicza pozostawał ponadto pluton moździerzy. Na prawym skrzydle natarcie ubezpieczała 2. kompania Batalionu Stołecznego, posuwająca się po osi Groty – Blizne. W dodatku I/360 pp przydzielono jako wsparcie pluton czołgów 7TP pod dowództwem por. Władysława Sempolińskiego.
Początkowo natarcie I/360 rozwijało się pomyślnie. Napotkane niemieckie patrole zostały z łatwością odepchnięte. Po wyjściu na otwarty teren polscy żołnierze znaleźli się jednak pod silnym ogniem niemieckiej artylerii, moździerzy i broni maszynowej, prowadzonym w dodatku z kilku stron. Na skutek ostrzału z rejonu folwarku Jelonki oraz z lasu przed Grotami natarcie 3. kompanii oraz lewego skrzydła 1. kompanii zaczęło wyraźnie zwalniać. Reszta batalionu posuwała się nadal pod osłoną porośniętego lasem terenu. W konsekwencji kierunek natarcia 1. i 3. kompanii zaczął się stopniowo zmieniać na południowo-zachodni. Wkrótce jednak 2. kompania, która wyszła z ogrodów Ulricha na Woli, znalazła się pod silnym ostrzałem dział i moździerzy. Gdy ranny został jej dowódca, ppor. Karaś, żołnierze zalegli, a następnie wycofali się na pozycje wyjściowe. 2. kompania Batalionu Stołecznego, która osłaniała prawe skrzydło natarcia, około 13:00 zaległa pod silnym ostrzałem z rejonu Grotów i poniosła straty.
IV/360 pp, wspierany przez baterię armat 75 mm, wyruszył do boju nieco później niż I/360, nacierając z pozycji wyjściowych w rejonie ul. Wolskiej. Celem jego ataku był folwark Jelonki i pobliska cegielnia. Polacy napotkali tam na silny opór Niemców. Natarcie zaległo, nie osiągnąwszy zakładanych celów. Straty polskiej piechoty były poważne. Pluton czołgów pod dowództwem por. Roberta Kraskowskiego, który wspierał natarcie IV/360 pp, natknął się na niemieckie czołgi PzKpfw 35(t) należące do 65 bpanc. z 1 Dywizji Lekkiej. W walce z nimi utracono niemal wszystkie 7TP. Kilku polskich czołgistów poległo, kilku innych, w tym por. Kraskowski, zostało rannych.
Niemniej IV/360 pp częściowo odwrócił uwagę Niemców. Do walki włączyła się również polska artyleria. W efekcie, około 13:00, I/360 pp zdobył szturmem Jelonki. Jego 1. kompania zajęła większą część wsi i ogrody na jej północnym skraju, podczas gdy 3. kompania zdobyła południową część wsi. Sukces ten przypłacono poważnymi stratami, sięgającymi 30% stanu osobowego w obu kompaniach. Poległo m.in. dwóch dowódców plutonów, a trzeci został ranny.
Kolejnym celem natarcia był Chrzanów Nowy. Uderzenie przeprowadzono pod osłoną ognia ckm-ów oraz plutonu moździerzy przydzielonego przez dowódcę batalionu. W godzinach popołudniowych 1. i 3. kompanie zdobyły wieś, zadając Niemcom straty w wysokości około 30 zabitych i rannych. W kilku miejscach doszło wtedy do walki wręcz. Noc z 18 na 19 września obie kompanie spędziły w Chrzanowie Nowym, ubezpieczywszy się wcześniej placówkami. Dołączył wtedy do nich Lotniczy Oddział Szturmowy. Tymczasem 2. kompania spędziła noc w ogrodach Ulricha. O świcie 19 września zluzowała 1. i 3. kompanie w Chrzanowie Nowym.

### Natarcie Batalionu Stołecznego
Tymczasem 2. kompania Batalionu Stołecznego zdołała do zmroku opanować niemieckie czołowe pozycje w Bliznem. Wyróżnił się wtedy m.in. jej dowódca kpt. Czesław Daczkowski, który mimo ostrzału z trzech stron zdołał się utrzymać wraz z żołnierzami na zajętych stanowiskach. W pewnym momencie na szosie Zaborów – Stare Babice pojawiły się trzy niemieckie czołgi. Jeden z nich został rozbity ogniem polskiej armaty ppanc., którą dowodził kpr. Cybula. Wrak pojazdu – będącego ostatnim w grupie – zablokował niewielki mostek. Mając odciętą drogę odwrotu, załogi pozostałych dwóch czołgów poddały się.
Wieczorem 18 września płk Porwit rozkazał batalionowi wznowić natarcie całością sił po osi Blizne – Stare Babice, z zadaniem dotarcia co najmniej do Babic Nowych. Atak rozpoczął się jednak z opóźnieniem, gdyż II/144 pp, który miał obsadzić pozycje w forcie Bema opuszczone przez żołnierzy mjr. Spychalskiego, przybył kilka godzin po wyznaczonym terminie. W konsekwencji natarcie Batalionu Stołecznego rozpoczęło się dopiero po północy.
Wkrótce po rozpoczęciu natarcia batalion znalazł się pod silnym ostrzałem i poniósł duże straty (w jednej z kompanii sięgające blisko 40% stanu osobowego). Niemniej szturmem na bagnety zdobyto wieś Blizne i pobliski pałacyk. Nad ranem 19 września Batalion Stołeczny podjął próbę opanowania fortu Blizne. Z pomocą przyszła mu 8. kompania III/26 pp, przeprowadzając odciążające uderzenie z osiedla łączności Babice w kierunku Janowa. Niemniej dwukrotne natarcia Batalionu Stołecznego nie przyniosły powodzenia. Żołnierze mjr. Spychalskiego, ponosząc znaczne straty, zajęli pozycje w odległości około 500 metrów od fortu. Poległ wtedy m.in. kpt. Daczkowski.
20 września batalion zaczął się okopywać na zajętych stanowiskach przed fortem Blizne.

## Bilans
Natarcie zgrupowania ppłk. Okulickiego przyniosło jedynie skromne zdobycze terytorialne. Przyczyną zaledwie częściowego sukcesu wypadu była m.in. zła koordynacja działań. Polskie bataliony wchodziły bowiem do boju nie równocześnie i niekiedy bez wsparcia własnej artylerii, co było spowodowane opieszałym zajmowaniem stanowisk przez tę ostatnią, a także opieszałością jednostek luzujących.
Na zajętym obszarze zorganizowano wysunięty ośrodek oporu, obejmujący trzy rejony: „Górce”, „Fort Wolski” i „Przedmieście Wola”. Obsadziły je odpowiednio: Batalion Stołeczny, I/360 pp i IV/360, na których korzyść działały Lotniczy Oddział Szturmowy, 3. bateria 9 pac, kompania tankietek TKS i 5 zmotoryzowany batalion saperów. Zgrupowanie ppłk. Okulickiego utrzymało się na większości zajmowanych pozycji aż do kapitulacji Warszawy 28 września 1939 roku.
Tadeusz Tomaszewski, a w ślad za nim Dariusz Kaliński, oceniali, że wypad na Blizne i Jelonki przyczynił się do jedynie chwilowego odciągnięcia uwagi Niemców od armii „Poznań” i Pomorze. Apoloniusz Zawilski był natomiast zdania, że natarcie zgrupowania ppłk. Okulickiego „nie naruszało w niczym struktury oblężenia, nie mówiąc już o zatrzymaniu sił niemieckich uderzających w kierunku Puszczy Kampinoskiej i lasów palmirskich”.